# Parque estatal del Fin del Mundo
El parque estatal del Fin del Mundo es un parque estatal en Pensilvania (EE. UU.) El parque casi rodeado por el Bosque estatal de Loyalsock, está en el valle de Loyalsock Creek. El nombre "Fin del Mundo" (Worlds End) se ha usado desde, al menos, 1872, pero sus orígenes son inciertos. Aunque fue fundado como Worlds End State Forest Park por el gobernador Gifford Pinchot en 1932, el parque fue conocido oficialmente como Whirls End State Forest Park desde 1936 a 1943.

## Actividades

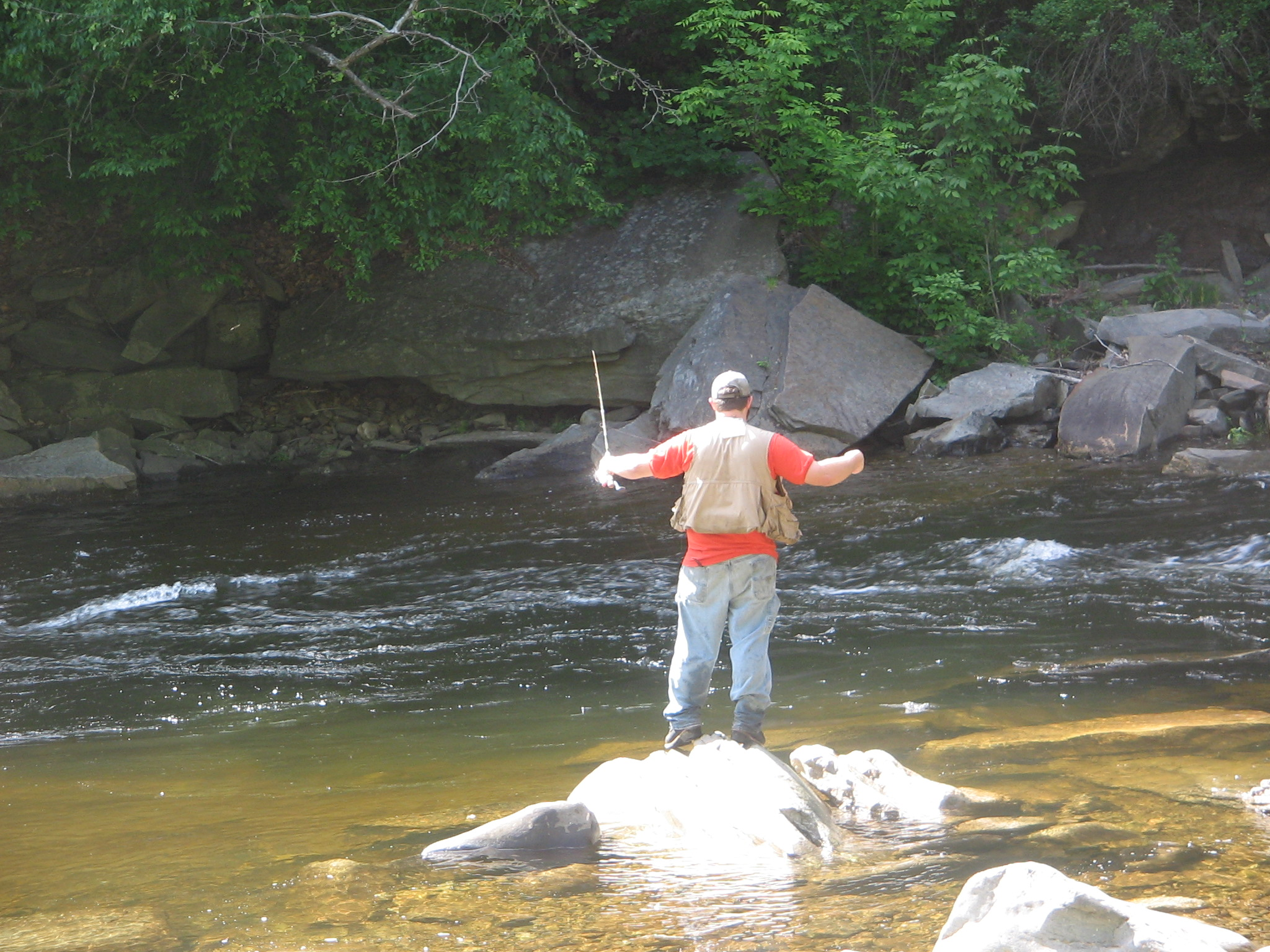
Pescando truchas en el Riachuelo Loyalsock, río arriba del dique del parque.

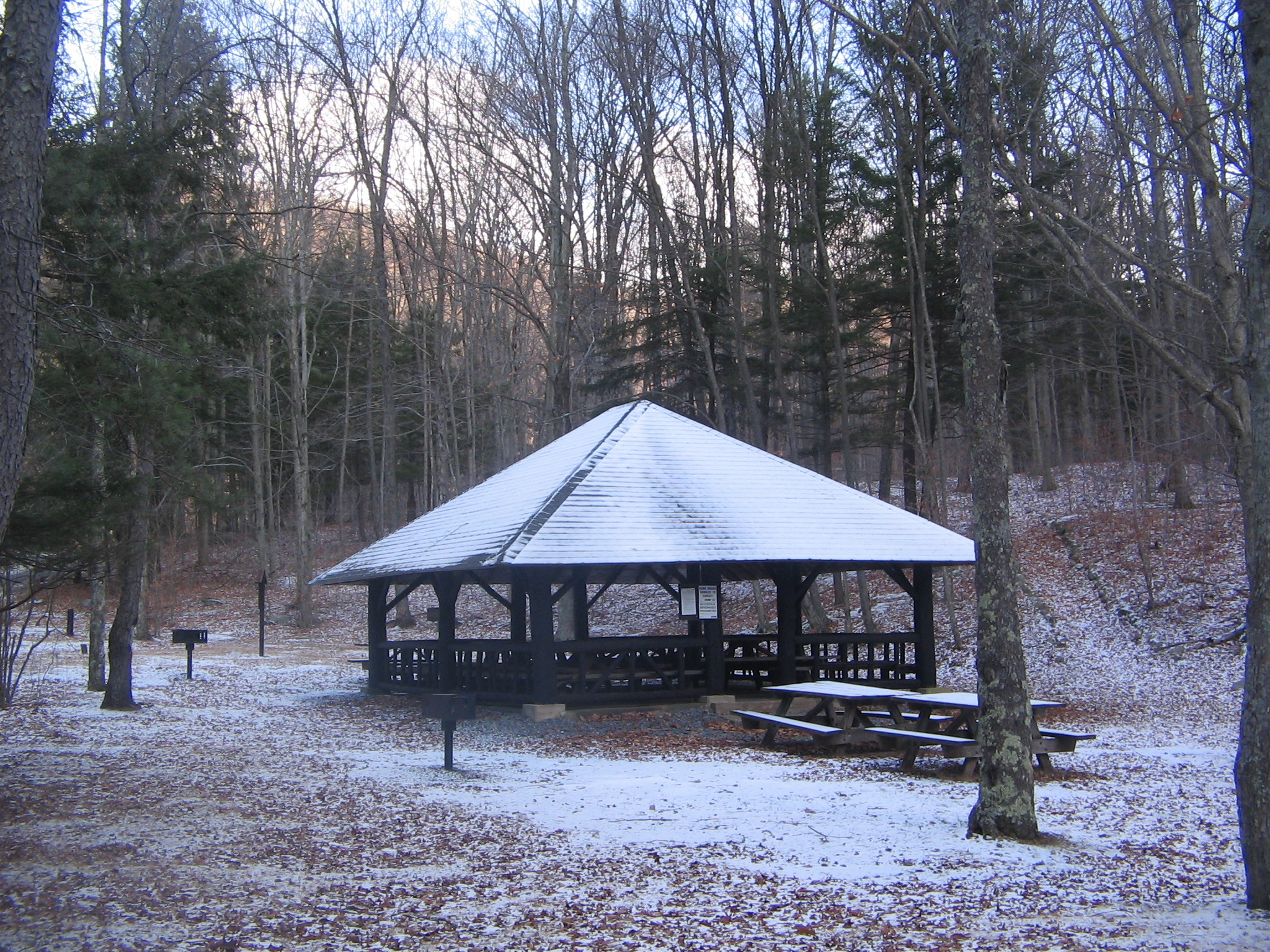
Uno de muchos pabellones de pícnic del parque en invierno

Cuando fue nombrado como gerente del parque en 2002, William C. Kocher dijo "acampar es realmente de reyes aquí en el Fin del Mundo, y las cabañas rusticas son especialmente populares... También tenemos abundancia de picnics y reuniones, muchos de ellas marcando generaciones tras generaciones y años tras años". El Parque Estatal del Fin del Mundo tiene tres opciones de interés para los visitantes para quedarse por la noche. Hay 19 cabañas rústicas, cada cual con un refrigerador, estufa, chimenea, mesa con sillas, y camas. Hay una tienda de 70 sitios. Hay 70 plazas disponibles para tiendas de acampar y el terreno de camping a lo largo de Ruta 154 de Pensilvania. Algunos de los cámpines tienen un gancho eléctrico arriba, y hay una ducha central con agua y cuartos de descanso ubicados cerca. Tres grupos organizados de áreas de tiendas, cada una capaz de acomodar 30 personas, también al norte hay cabinas disponible. También pueden ser utilizados para uno grupo grande de hasta 90 campistas. Servicios de adoración cristiana no confesional, patrocinados por el Consejo de Iglesias de Pensilvania, se llevan a cabo en una capilla en el bosque dentro del parque los domingos por las mañanas durante el verano.
Las áreas de pícnic y nado son adyacentes una de la otra, con el edificio que alberga la casa de baño y posición de concesión entre ellos. Hay muchas mesas de pícnic y varios pabellones disponibles para uso de día por visitantes al parque. Durante la Gran Depresión el Cuerpo de Conservación del Civil construyó un 7-pies (2.1 m) dique alto en riachuelo Loyalsock, el cual proporciona un 1 acre (0.40 ha) de área de natación en Parque Estatal del Fin del Mundo. Desde entonces, los servicios de socorristas ya no son necesarios en el parque.

## Parques estatales cercanos
Los parques estatales más próximos a unas 30 millas (48 km) a la redonda del Parque del Fin del Mundo:
- Parque estatal Montar Pisgah (Bradford Condado)
- Parque estatal Ricketts Glen(Columbia, Luzerne, y Condado de Sullivan)
- Parque estatal Susquehanna (Condado de Lycoming)